# Controversia sul riscaldamento globale

Anomalia media della temperatura atmosferica a terra e della temperatura della superficie dei mari, così come ricostruita dall'IPCC, nelle serie storiche dal 1880 al 2010

La controversia sul riscaldamento globale è una disputa riguardante le cause, la natura e le conseguenze dell'attuale riscaldamento globale. 
Queste controversie appaiono tuttavia molto più vigorose a livello mediatico che non all'interno della comunità scientifica stessa, concorde sul fatto che questo sia di fatto causato dall'attività antropica grazie agli studi condotti in primis dall'IPCC.

## Descrizione

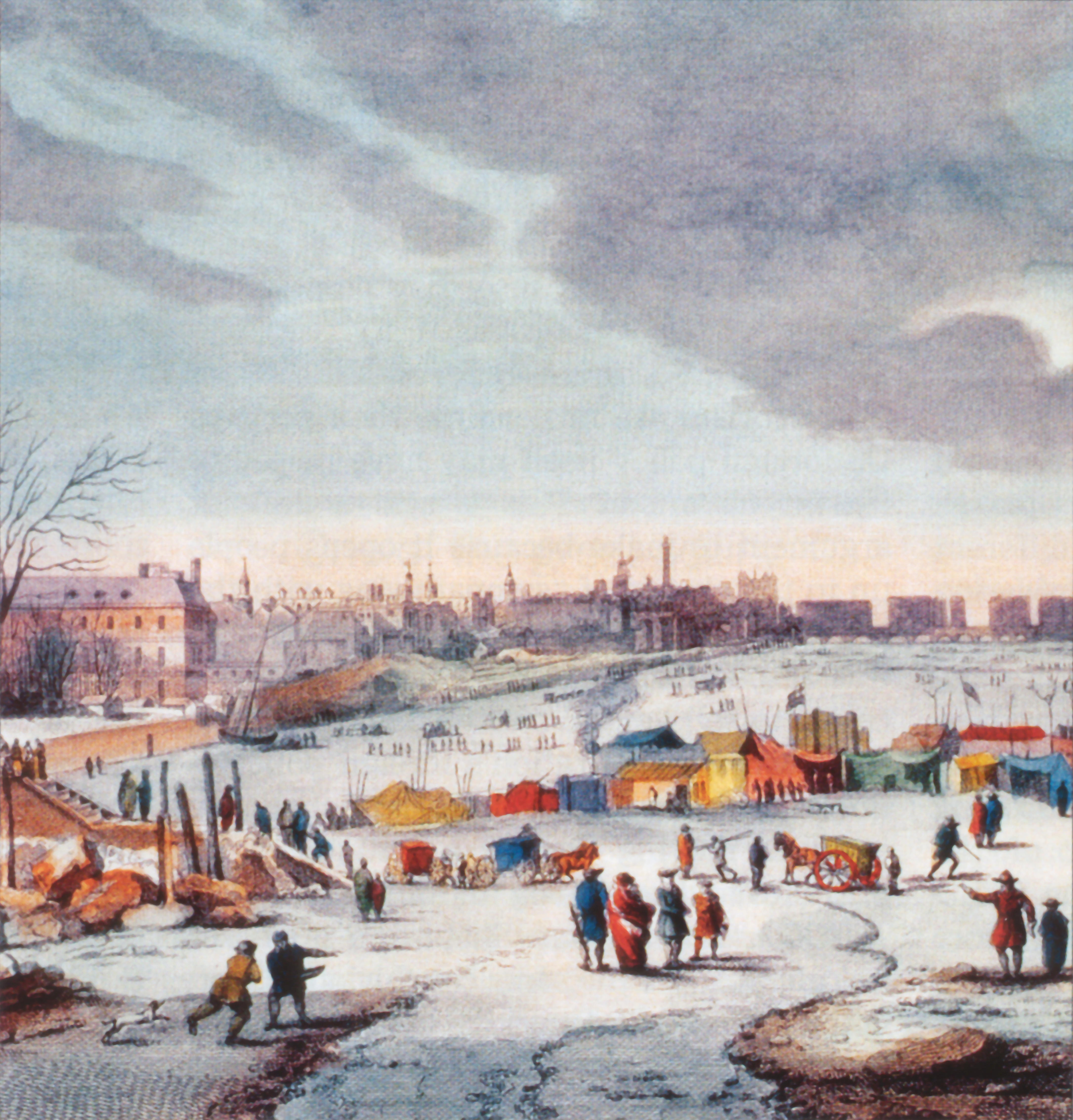
Tra il XVI e il XIX secolo i lunghi periodi di gelo portarono la città di Londra a organizzare delle Fiere del ghiaccio lungo il fiume Tamigi, i Thames Frost Fair (in un'immagine del 1683-84) (Piccola Età Glaciale)

In particolare la disputa riguarda le cause dell'aumento della temperatura media dell'aria a livello globale, specialmente a partire dalla metà del XX secolo, se tale aumento sia senza precedenti o faccia parte delle normali variazioni climatiche naturali come ad esempio il Periodo caldo romano, l'Optimum climatico medioevale e la Piccola Era glaciale, se tale aumento sia parzialmente o completamente attribuibile a misurazioni errate e se l'umanità abbia contribuito a tale aumento e in quale misura. Ulteriori aree di discussione riguardano l'efficienza dei modelli di simulazione del clima, la stima della sensibilità del clima, le predizioni sul riscaldamento futuro del pianeta e le conseguenze effettive di un tale riscaldamento.
In ambito strettamente scientifico gran parte di queste tesi, a volte espresse in relative pubblicazioni scientifiche a volte no, sono state confutate, fino a prova contraria, dal noto meccanismo della revisione paritaria, che da sempre accompagna il progresso e la formazione del consenso in ambito scientifico. Di fatto il quadro del dibattito rende comunque difficile una chiara percezione dei dati al grande pubblico; in particolare l'influenza antropica sembra percepita in maniera distorta; ad esempio è stato fatto un sondaggio su una disomogenea e vasta platea, mostrando che all'aumentare della competenza tecnica sono più frequenti le risposte positive alla domanda se « [...] l'attività umana è un fattore significativo nel variare le temperature globali del pianeta».

### Studio e consenso scientifico

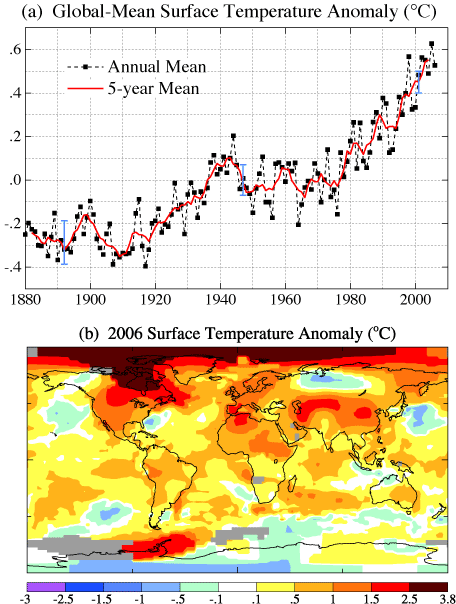
Visualizzazione grafica del riscaldamento globale e della sua distribuzione geografica dai dati rilevati (dati NASA 2006)

La teoria, secondo cui la temperatura media del globo si è alzata negli ultimi decenni e tale aumento medio è da attribuirsi in tutto o in parte alle attività umane, viene di fatto sostenuta da ogni accademia scientifica nazionale che abbia preso posizione sulla teoria stessa, incluse le accademie scientifiche dei paesi del G8. Nel 2007, anche l'associazione dei geologi petroliferi americani ha riconosciuto l'influenza umana sui recenti cambiamenti climatici.
I gruppi ambientalisti, alcuni rapporti governativi e la maggior parte dei mass media spesso affermano che ci sia un sostegno quasi unanime della comunità scientifica al fatto che i cambiamenti climatici siano causati da attività umane. I contrari a tale tesi affermano che la maggioranza degli scienziati considera il riscaldamento globale "non provato", lo negano completamente, o sottolineano i pericoli di esaminare solo un punto di vista in un dibattito scientifico, che ritengono ancora aperto o affermano che la causa e la natura per la scienza sono basate sui fatti e non sui sondaggi.

### Critiche ai modelli

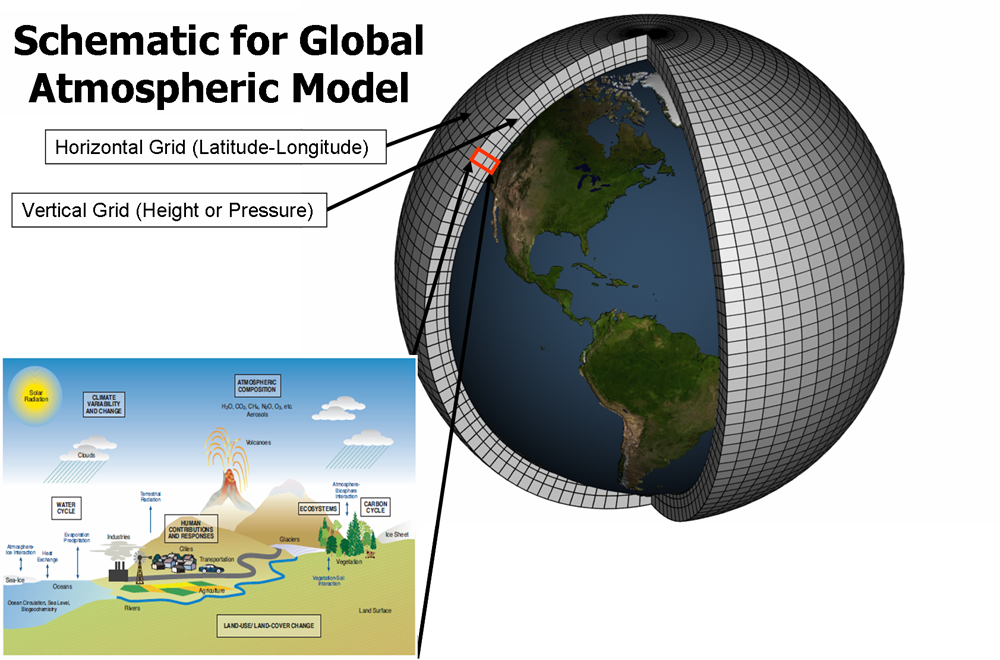
I modelli del clima, sono sistemi di equazioni differenziali basati sulle leggi fondamentali della fisica, della dinamica dei fluidi e della chimica usati nelle simulazioni del clima (nell'immagine esempio di grigliato del modello)

I modelli climatici, con cui vengono studiati i cambiamenti climatici recenti, sono stati spesso oggetto di critica da parte dei cosiddetti scettici/negazionisti del cambiamento climatico in quanto non sarebbero in grado di riprodurre fedelmente il sistema climatico in tutti i suoi processi fisici compresi quelli di retroazione. Un problema importante nella ricerca climatologica relativa al surriscaldamento globale sarebbe ad esempio il cosiddetto "problema del raddoppio" della concentrazione di anidride carbonica in atmosfera, studiato per la prima volta da Syukuro Manabe con un suo modello climatico al GFDL. Tale problema è noto anche come problema della sensitività climatica, ovvero la risposta del sistema climatico al raddoppio di anidride carbonica, sul quale i modelli hanno ancora una certa divergenza. La stima attuale dell'IPCC va dai 2.5 ai 4 gradi di riscaldamento per un raddoppio di CO2, anche se diversi modelli mostrano un riscaldamento maggiore. C'è ormai consenso generale sul fatto che questo valore sia maggiore di 2 gradi, e vicino o superiore ai 3 gradi. Va notato che questa stima utilizza anche studi osservativi e paleoclimatici, e non solo i risultati dei modelli climatici. Altra fonte di incertezza, secondo gli scettici, sarebbero le cosiddette parametrizzazioni.

### Posizioni individuali varie

Andamento della temperatura negli ultimi 2000 anni secondo diversi studi: l'andamento degli ultimi 1000 anni è noto come hockey stick per via della somiglianza con la forma di una mazza da hockey, una delle controversie sul cambiamento climatico attuale.

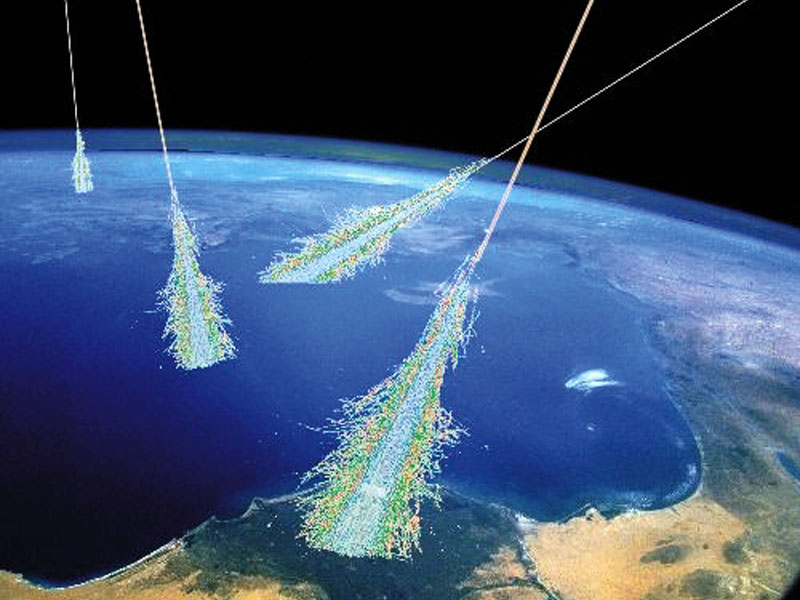
Simulazione degli sciami generati nell'interazione dei raggi cosmici con l'atmosfera terrestre (vedi esperimento CLOUD)

Ci sono comunque ricercatori scettici sul ruolo antropico nell'attuale riscaldamento: essi rappresentano una minoranza nella comunità scientifica, sebbene negli ultimi anni il loro numero abbia conosciuto un significativo aumento. Tra questi "scettici" vi sono, tra gli altri, anche ex membri dei vari comitati IPCC come i meteorologi Roy Spencer e Hajo Smit, nonché climatologi come John Christy, Robert Balling, Judith Curry e William D. Braswell, fisici come Richard Lindzen, William Happer e David Douglass, meteorologi come William R. Cotton e Sherwood Idso, geografi come David Legates, geologi come Ian Plimer e astrofisici come Sallie Baliunas e Willie Soon, nonché diversi scienziati ormai deceduti come il premio Nobel Kary Mullis, il climatologo Patrick Michaels, i meteorologi Philip Lloyd, William M. Gray e Reid Bryson, i fisici Fred Singer, Frederick Seitz e William Nierenberg, il geologo Bob Carter e l'astrofisico Robert Jastrow. In particolare, una teoria antagonista al riscaldamento globale è l'ipotesi Gaia da parte di James Lovelock.
Le posizioni degli scienziati scettici non sono comunque univoche: qualcuno nega l'esistenza stessa del riscaldamento; altri lo attribuiscono a cause naturali; altri ammettono che possa dipendere anche dalle azioni umane, ma ritengono che ci siano elementi d'incertezza e non ci si possa ancora pronunciare con sicurezza sulle cause del riscaldamento; altri criticano i modelli climatici utilizzati dall'IPCC o mettono in dubbio l'ampio consenso scientifico raggiunto sui cambiamenti climatici; altri ancora sostengono che il problema del riscaldamento globale non sarebbe grave.
Le criticità espresse da tali ricercatori sono diverse, nascono a partire dalla diminuzione della temperatura media globale che si è verificata approssimativamente tra il 1940 e il 1976 nonostante continuasse ad aumentare con la stessa costanza la concentrazione di CO2 nell'atmosfera nel medesimo intervallo di tempo, rimarcano l'abbassamento/stasi della temperatura globale osservato nel primo decennio del 2000 rispetto al picco del 1998 e la presunta politicizzazione ed estremizzazione dei documenti conclusivi dell'IPCC ed esprimono perplessità sulla possibilità di stabilire una relazione di causa-effetto tra aumento di CO2 e riscaldamento globale. 
In particolare, John Christy e Roy Spencer hanno rilevato negli anni novanta una discrepanza fra le misure di temperatura rilevate al suolo e quelle rilevate dai satelliti artificiali, che non mostravano significative tendenze verso il riscaldamento globale. Diversi anni dopo, queste discrepanze sono state spiegate con errori di misurazione degli strumenti a bordo dei satelliti, dovuti a varie cause tra cui le dinamiche orbitali dei satelliti stessi. Correggendo questi errori sono stati sviluppati nuovi set di dati che non mostrano discrepanze significative con le misure al suolo, ad eccezione della zona dei tropici.
Lo studioso scettico Steve McIntyre ha invece sottolineato che l'anno più caldo nel XX secolo non è stato il 1998 come comunicato dalla NASA, ma il 1934, cosa che porterebbe a dubitare di una tendenza in atto verso il riscaldamento globale. Altri ricercatori hanno però obiettato che il 1934 è stato l'anno più caldo negli Stati Uniti d'America ma non nel resto del mondo, in cui quell'anno non fu eccessivamente caldo. Va considerato che il riscaldamento globale tiene conto delle temperature medie dell'intero pianeta, che tendono ad aumentare; la presenza in passato di qualche anno molto caldo in alcune parti del mondo non può considerarsi un argomento contro il riscaldamento globale.
Alcuni dei ricercatori scettici, pur non negando in linea di principio il riscaldamento globale, rimarcano il ruolo di altri fattori naturali sul clima tra cui il principale sarebbe la variazione dell'attività solare, ma anche l'effetto dei raggi cosmici, che avrebbe un ruolo sulla formazione delle nubi in bassa troposfera e quindi sul mutamento climatico, mentre altri studi scientifici su tale correlazione hanno dato invece esiti negativi (secondo altri ricercatori il contributo dell'attività solare al cambiamento climatico è minoritario rispetto ad altri fattori naturali e soprattutto antropici, mentre l'esperimento CLOUD avvenuto al CERN di Ginevra ha provato a svelare con certezza l'effetto dei raggi cosmici sulla formazione delle nubi, attribuendovi un peso molto minore di quanto ipotizzato).
Viene inoltre messa in dubbio la validità degli attuali modelli climatici utilizzati che non sarebbero in grado di ricostruire efficacemente il clima passato né sarebbero stati in grado di predire la stasi del surriscaldamento del primo decennio del 2000, vuoi anche per la stima della sensitività climatica. Il fisico Antonino Zichichi ha criticato i modelli del clima sotto il profilo matematico, ma diversi climatologi hanno espresso il loro dissenso sulle affermazioni di Zichichi.
È tutt'oggi tema di accese discussioni anche la reale entità del riscaldamento e relative cause, dovute al fatto che il clima terrestre non è considerabile come un sistema statico, avendo presentato nella sua storia cambiamenti graduali, ma intensi anche senza l'intervento dell'uomo. Sia ai tempi dell'Impero Romano che nel Medioevo le temperature medie sono state leggermente più alte che in altri periodi, dando luogo al periodo caldo romano e al periodo caldo medievale e permettendo la colonizzazione della Groenlandia e la coltivazione estesa di viti nell'Europa del Nord. Entrambi questi periodi sono stati seguiti da periodi di raffreddamento climatico: a Londra il fiume Tamigi gelava tanto da permetterne il passaggio a cavallo e lo svolgimento di mercati natalizi sulla sua superficie ghiacciata. In tale ottica si colloca la cosiddetta controversia della mazza da hockey in merito alla comparazione tra il riscaldamento attuale e l'optimum climatico medioevale. 
Tutte queste tesi sono state raccolte in un documentario della CBC. Il matematico e fisico teorico Freeman Dyson, che fin dagli anni 70 teorizzava la necessità di attuare il sequestro del carbonio piantando nuovi alberi in aree enormi, nel 2007 ha invece rivalutato la questione affermando che « [...] l'allarmismo sul riscaldamento globale è fortemente esagerato» dopo aver calcolato che « [...] il problema dell'anidride carbonica nell'atmosfera è un problema di gestione del terreno, non un problema meteorologico». Secondo lo scienziato gli errori commessi sarebbero legati al fatto che nessun modello matematico atmosferico o oceanico è in grado di predire il modo in cui dovrebbe essere gestita la Terra; infine sottolinea che dovrebbero avere maggiore priorità altri problemi globali.
Alcuni scienziati sostengono che il sistema Terra avrebbe in sé sufficienti elementi stabilizzatori che tendono a reagire alle variazioni di temperatura, in modo da mantenere quest'ultima costante o quasi. Un caso di questo genere è quello dell'Ipotesi Iris di Richard Lindzen (fisico del Massachusetts Institute of Technology), la quale propone che mentre l'atmosfera tropicale si riscalda, i cirri nuvolosi diminuiscono, consentendo al calore della radiazione infrarossa di uscire dall'atmosfera verso lo spazio..Lo stesso Lindzen tratta criticamente punto per punto i dati e le teorie sulle origini e conseguenze del fenomeno del riscaldamento globale di origine antropica.
Altri scienziati concordano sull'aumento del riscaldamento globale e sul contributo delle attività antropiche, differenziandosi però dalla posizione della maggioranza dei climatologi: alcuni, come il meteorologo William R. Cotton, sostengono che vi sono attualmente numerose incertezze e non sarebbe ancora possibile distinguere con certezza il riscaldamento provocato dalle attività umane da quello causato da fattori naturali, mentre altri sostengono che il problema non sia grave. John Christy ammette che le azioni umane abbiano un ruolo sull'aumento delle temperature globali, ma ritiene che il fenomeno sia sovrastimato e che i timori legati al riscaldamento globale siano eccessivi. Una posizione analoga a quella di Christy è stata espressa dalla climatologa Judith Curry, che ammette il ruolo dei gas serra di origine antropica nell'aumento del riscaldamento globale, ma ritiene che ci siano ancora molte incertezze sulle variazioni naturali del clima. Curry non crede che la sensibilità del clima alle emissioni di anidride carbonica sia rilevante e dissente sulla rapidità dei cambiamenti climatici in atto, sostenendo che abbiamo tempo per affrontarli senza attuare politiche volte a ridurre drasticamente le emissioni in tempi brevi.
Le argomentazioni degli scienziati scettici sono tuttavia contestate da altri loro colleghi. Di contro, come rilevato da un articolo di Science, la maggioranza degli scienziati concorda sul fatto che sia necessario trovare urgentemente sistemi di contenimento delle emissioni: tra essi, per quanto riguarda l'Italia, vi è il premio Nobel Carlo Rubbia. In quest'ottica il ricorso al solare termodinamico e all'energia nucleare garantirebbe un importante contributo nella diminuzione delle emissioni di gas serra. Rubbia in particolare ha proposto di usare il torio anziché l'uranio come materiale combustibile, perché non si possono produrre bombe a partire dal torio. Anche il fisico statunitense Richard Muller, inizialmente su posizioni scettiche, ha cambiato opinione in seguito alle sue ricerche e nel 2012 ha affermato che il riscaldamento globale è reale e gli esseri umani sono principalmente la sua causa.
Molti sono gli scienziati che, pur riconoscendo il ruolo antropico nel riscaldamento globale, sono tuttavia scettici riguardo alle misure adottate per contenere le emissioni e ritengono che il protocollo di Kyoto sia troppo blando e poco incisivo in termini di risultati sul clima. Ad aumentare la perplessità vi è il fatto che i principali emettitori di anidride carbonica (USA e Cina) non lo applicheranno alle proprie economie.

### Rete globale
Nel 2019 è stata organizzata da un ingegnere danese, Guus Berkhout, una fondazione chiamata CLINTEL, a cui hanno aderito vari scienziati e professionisti a livello mondiale.
Tra i firmatari figurano alcuni noti scienziati italiani in pensione, tra i quali Franco Prodi e Antonino Zichichi.
L'appello, in molte lingue, basato su sei affermazioni, nega la natura antropica del riscaldamento globale. Un recente articolo contesta punto per punto tali affermazioni.

### Controversie sugli effetti
Tuttavia, in tema di effetti del riscaldamento globale, si assiste a una serie di affermazioni contraddittorie nella letteratura scientifica e divulgativa: eccone alcuni esempi.
- Riproduzione degli anfibi.
La rivista Conservation Biology riportava nel 1981, e successivamente nel 2001, i risultati di una ricerca secondo la quale il riscaldamento globale provocherebbe un ritardo nella riproduzione degli anfibi, ma nel 1995 la rivista scientifica Nature sosteneva che esso provocherebbe la riproduzione precoce degli anfibi.
- Erba e neve in Antartide
Nel 2004 l'ecologo Pete Convey, associato al British Antartic Survey, avvertiva che il riscaldamento globale favorirebbe un maggior attecchimento dell'erba in Antartide, ma il New York Times del 20 maggio 2005 informava che tale fenomeno causerebbe l'aumento della neve nel medesimo continente.
- Salinità dell'Atlantico
Sulla rivista Live Science del giugno 2005 Michael Schreiber scriveva che il riscaldamento globale avrebbe provocato una diminuzione della salinità nelle acque dell'Oceano Atlantico, ma nel numero di agosto del 2007 la rivista New Scientist assicurava che, al contrario, l'Atlantico sarebbe diventato più salato.
- Velocità di rotazione della Terra.
 Nel 2002 alcuni scienziati dell'Università Cattolica di Lovanio firmarono un articolo su Geophysics Research Letters ove sostenevano che il riscaldamento globale sarebbe responsabile del rallentamento della velocità di rotazione della Terra intorno al suo asse, ma sulla medesima rivista, nel 2007, Felix Landerer, ricercatore nella sezione climatologia del Max Planck Institute di Amburgo, scriveva che tale fenomeno provocherebbe un'accelerazione nella rotazione della Terra intorno al suo asse.
- Nebbia nella Baia di San Francisco
Secondo Robert Bornstein, professore di meteorologia presso l'Università Statale di San José in California, e anche secondo il suo collega Park Williams dell'Università della California di Santa Barbara, i giorni di nebbia nella baia di San Francisco sarebbero aumentati a causa del riscaldamento globale, ma secondo James Johnstone, anch'egli professore presso l'Università della California, tale fenomeno avrebbe provocato la diminuzione dei giorni di nebbia nella medesima baia di circa un terzo.
- Crescita degli alberi
Nel 2010 la dottoressa Anna Schoettle, ecologa del Servizio forestale di Fort Collins, Colorado, sosteneva che il riscaldamento globale accelera i tempi di crescita degli alberi, danneggiandoli, ma Stan Wullschleberg, ricercatore in Scienze ambientali degli Oak Ridge National Laboratories, Oak Ridge nel Tennessee, sostiene che il riscaldamento globale è responsabile di un rallentamento nella crescita degli alberi.
- Crescita dei tartufi
Nel 2008 il Ministro francese dell'agricoltura lamentava che il riscaldamento globale stava provocando la riduzione della crescita dei tartufi, ma due anni dopo veniva smentito da James Trappe, del Dipartimento di ecologia dell'Università statale dell'Oregon, che sostenne che tale fenomeno climatico provocava una crescita della quantità di tartufi.

### Controversie politiche
Negli Stati Uniti il riscaldamento globale è spesso oggetto di contrasti tra i due maggiori partiti, i repubblicani e i democratici. I repubblicani sostengono che non v'è necessità di agire contro una minaccia che essi ritengono non provata, mentre i democratici tendono a imporre delle misure di controllo sui gas serra per limitare il riscaldamento globale.
I punti maggiormente controversi sono:
1. gli impatti sociali e ambientali del riscaldamento globale
2. le soluzioni appropriate al problema
3. se le teorie e i dati attuali siano sufficienti per prendere delle decisioni

### Pressioni politiche sugli scienziati
Alcuni climatologi sostengono di subire enormi pressioni per distorcere o nascondere qualsiasi risultato scientifico che suggerisca che le attività umane siano responsabili del riscaldamento globale. Un sondaggio effettuato tra i climatologi riporta che "quasi la metà degli intervistati ha riportato pressioni per eliminare le parole "riscaldamento globale" e "cambiamento climatico" da una varietà di comunicati". Questi scienziati hanno subito delle pressioni per far sì che le loro pubblicazioni fossero allineate allo scetticismo dell'amministrazione Bush sui cambiamenti climatici. Nel giugno 2008, un'indagine interna alla NASA ha dimostrato che alcuni impiegati della NASA avevano evitato di pubblicare dei dati al fine di proteggere l'amministrazione Bush durante le elezioni presidenziali del 2004. Alcuni scienziati, che pure sostengono la teoria del riscaldamento globale, si sono dichiarati invece preoccupati dalle esagerazioni e dalle drammatizzazioni relative ai futuri effetti del cambiamento climatico effettuate degli attivisti e dalla stampa.
Alcuni scienziati sostengono d'altra parte che le assegnazioni di fondi per le ricerche in questo campo sono condizionate da una specie di lobby guidata dai sostenitori del riscaldamento globale dovuto a cause umane e della sua gravità. Ad esempio lo scienziato Reid Bryson, uno degli scettici sulle conseguenze del riscaldamento globale, disse pubblicamente nel giugno del 2007 che: «C'è un mucchio di quattrini da fare in questo campo […] Se vuoi essere un eminente scienziato devi avere un mucchio di collaboratori laureati ed un mucchio di sovvenzioni. Tu non puoi ottenere sovvenzioni se non affermi: "Oh, riscaldamento globale, certo, certo, certo, anidride carbonica"». Analoghe posizioni sono state prese da John Christy, collega dello scienziato climatologo Roy Spencer dell'Università dell'Alabama a Huntsville e collaboratore dello IPCC, dal biogeografo e professore emerito dell'Università di Londra Philip Stott, dall'Associazione no profit Accuracy in Media, avente lo scopo di controllare l'accuratezza dei mezzi d'informazione, e dal geologo e professore emerito in Scienze della Terra all'Università di Melbourne, Ian Plimer, nel suo libro del 2009 Heaven and Earth — Global Warming: The Missing Science (Cielo e terra — Riscaldamento globale: La Scienza che manca).
Richard Lindzen, professore di meteorologia al MIT, affermò che: «…[nell'] inverno del 1989 Reginald Newell, un professore di meteorologia [al MIT] ha perso un finanziamento della National Science Foundation per l'analisi di dati che non evidenziavano un aumento netto della temperatura nel secolo passato» Lindzen ha anche supposto che quattro altri scienziati avessero "apparentemente" perso i loro finanziamenti o i loro posti dopo aver messo in discussione il sostegno scientifico al riscaldamento globale. Lo stesso Lindzen avrebbe tuttavia ricevuto denaro da organizzazioni interessate all'energia quali l'OPEC e la Western Fuels Association, un consorzio di fornitori di carbone, compresi «…$2500 al giorno per i suoi servizi di consulenza», come anche fondi da enti federali statunitensi, compresa la National Science Foundation, il Dipartimento dell'Energia degli Stati Uniti d'America e la NASA.

### Climategate
Il 20 novembre 2009 sono apparsi su internet alcuni file contenenti scambi di mail e modelli climatici provenienti dai server del Centro per la Ricerca Climatica (CRU) dell'Università dell'East Anglia. Questo centro di ricerca è uno dei più influenti tra quelli che studiano i cambiamenti climatici naturali e antropici e molti dei corrispondenti succitati fanno parte del Gruppo intergovernativo sul mutamento climatico.
Il contenuto delle mail e l'analisi del software usato dall'istituto per le sue predizioni climatiche hanno destato vaste polemiche non ancora sopite. In particolare hanno suscitato scalpore diversi carteggi in cui ad esempio la CRU, guidata da Phil Jones, si accordava con l'editore di una rivista, per bloccare per circa un anno la pubblicazione di un articolo che denunciava l'inadeguatezza degli attuali modelli climatici nello spiegare la discrepanza tra la temperatura registrata al suolo e quella registrata nella bassa troposfera. Il ritardo era funzionale a permettere la contemporanea pubblicazione di un corposo controarticolo della CRU cui era stata offerta dall'editore una corsia preferenziale. Un altro elemento che ha fatto molto discutere è stata la reticenza dei ricercatori della CRU di fornire i dati su cui costruivano i propri modelli.
Pur esistendo un dispositivo normativo che li obbligava a fornirli a chi ne avesse fatto richiesta (FOIA), i ricercatori inglesi li hanno forniti solo a scienziati allineati, negandoli in modo sistematico ai loro avversari, i critici verso il riscaldamento antropico. In ultimo il codice del software rinvenuto appariva al di sotto degli standard e presentava interventi e note in cui erano presenti evidenti manipolazioni e aggiustamenti dei dati. La successiva inchiesta del governo inglese sull'affidabilità delle ricerche effettuate dagli scienziati della CRU hanno assolto gli scienziati coinvolti dall'accusa di aver alterato i dati o di aver esagerato la minaccia del cambiamento climatico. Diversi scienziati e gli stessi dirigenti dell'IPCC sono stati accusati di conflitti di interesse in quanto collegati a movimenti o aziende che potrebbero beneficiare di incentivi economici o ricadute di immagine positive grazie all'imposizione di restrizioni alle emissioni di CO2.

### Finanziamenti Exxon per teorie alternative
Secondo la Union of Concerned Scientists, circa quaranta tra ricercatori e organizzazioni che contestano il ruolo umano nei fenomeni di riscaldamento globale sono stati finanziati dalla ExxonMobil, di cui fa parte l'italiana Esso. Nel dossier della UCS si legge che la Exxon ha finanziato campagne di contestazione del riscaldamento globale a matrice antropica elargendo, dal 1998 al 2005, 16 milioni di dollari a decine di organizzazioni, gruppi e ricercatori che si oppongono alla teoria; tra queste organizzazioni vi sono il Cato Institute, l'Heritage Foundation, l'Istituto George C. Marshall e l'Heartland Institute, organizzazioni a cui sono affiliati diversi scienziati che negano o mettono in dubbio l'origine antropica del riscaldamento globale. I finanziamenti della Exxon sono stati biasimati dalla Royal Society (l'accademia nazionale inglese delle scienze). Fra il 2007 e il 2008 la Exxon ha tagliato i finanziamenti ad alcune organizzazioni, ma altre hanno continuato a ricevere fondi. Greenpeace ha avviato una campagna, denominata ExxonSecrets, per denunciare e tenere traccia dei finanziamenti erogati dalla Exxon.

### Teorie del complotto sul riscaldamento globale
Le "teorie del complotto sul riscaldamento globale" sono ipotesi eterogenee più o meno credibili, che ritengono vi siano secondi fini di carattere finanziario o politico dietro le teorie che sostengono l'esistenza di un surriscaldamento terrestre. Alcune di queste ipotesi citano altre costanti complottiste come il nuovo ordine mondiale.
Si discute se alla base vi siano altre motivazioni di carattere finanziario per ottenere più fondi e danaro possibile con la scusante di fermare il processo climatico oppure l'effettiva inesistenza di questo fenomeno, ovvero un falso montato ad arte con il solo scopo di accumulare finanze per enti governativi e non sull'argomento.